# Ďáblice
Ďáblice – część Pragi leżąca w dzielnicy Praga 8, na północny wschód o centrum miasta. W 2006 zamieszkiwało ją 2975 mieszkańców.